# 岩口昭三
岩口 昭三（いわぐち しょうぞう、1942年3月22日 - 2020年8月31日）は、福井県出身の元競艇選手。
弟の留男も元競艇選手であったため、愛称は「あんちゃん」。

## 来歴
商船学校の試験を受け見事合格するが、中学を卒業すると直ぐに父親が急逝。8人兄弟の3番目としての責任感から、商船学校への進学を諦め、中学卒業と同時に地元の繊維工場で働き始める。その工場の寮に地元の友人が遊びに来て、「今、競艇選手をしている」という話をする事で、競艇選手になることを目指すようになる。
1962年12月26日に三国「一般競走」でデビューするが、デビュー期の岩口の勝率は2.47と同期の中でも最低ラインであった。この成績に「このままでは駄目」と思った岩口は2年目の1963年4月の三国周年で全てのレースはもちろん、練習も全て6日間見続けた。その節、1962年の全日本選手権競走を獲った長谷部義一が差しを多用していたため、その差しを見て、1マークのまくり差しや差しを練習した。同5日に三国で初勝利を挙げ、以後は早差しを武器に台頭し、デビュー2年でA級昇格、デビュー2年8ヶ月目である1965年8月29日のびわこ「一般競走」で初優出初優勝を果たす。
1969年の大村17周年で記念初優勝を果たし、7月に丸亀で行われた第15回モーターボート記念競走では四大特別競走・SG級レース初優出で岡本義則の2着に入った。
1975年2月に地元三国で行われた近畿地区選手権競走で優勝し、近畿地区選は全て三国で3回優勝であるが、初制覇が一番思い出に深いレースと語っている。
北陸の大エースとして君臨し、中外からのまくり差しはスピード豊かであった。貴田宏一・井上利明と共に、平均スタートタイムが0.25という時代に0.17前後が普通であった。
1990年3月の第25回総理大臣杯競走（平和島）では、スタートで遅れた玉生正人を4コースから捲っていった刀根辰治を5コースから得意の捲くり差しで決着させ、48歳にしてSG初優勝を果たし、当時の記録をマーク。実況していた北嶋興は、最終ターンマークを先頭で旋回する岩口に「花のお江戸の水面で舞うか勝利の桜しぶき」と表現している。
60歳を超えてもなおA1級に属し、2003年に尼崎での「第4回競艇名人戦競走」で兄弟揃って初めてのGI戦出場を果たす。同年11月28日の住之江一般「あざやか霜月競走」で最後の優勝（1号艇1コースから逃げ切り）を飾り、2500勝を目前に控えた2004年8月16日の三国一般戦「第32回しぶき賞」が最後の優出（5号艇6コース進入で6着）となった。同22日の戸田一般戦最終日9Rが最後の勝利（1号艇1コース進入）となり、9月10日の鳴門「第31回日刊スポーツ杯」3日目8Rの事故で左太腿付け根を骨折。以来、治療とリハビリによる長期休養が続いていたが、「中途半端に選手生活を終わらせたくなかった」と2007年8月の三国一般戦「日本財団後援第31回九頭龍賞」を復帰の舞台とすると共に、この節を以って引退することを決意。同26日・最終日3Rが最後の出走となり、1号艇1コース進入で3着に入った。節間成績は4・2・2・3・3着とし、この開催を以って現役を引退。
2008年からは「三国競艇大賞」に「岩口昭三杯」の副称が付けられ、同年にはボートレース殿堂マイスター入りを果たす。
2020年8月31日死去。78歳没。

## 通算成績
- 出走回数9782回
- 1着2491回、優勝91回（SG1回、GI7回）
- 優出269回（SG7回、GI42回）
- フライング63回
- 生涯獲得賞金10億5776万0036円

獲得タイトル
- 1969年 - 大村開設17周年記念競走
- 1975年 - 近畿地区選手権競走（三国）
- 1976年 - 津開設24周年記念競走
- 1984年 - 三国開設31周年記念競走
- 1985年 - 浜名湖開設32周年記念競走
- 1986年 - 近畿地区選手権競走（三国）
- 1989年 - 近畿地区選手権競走（三国）
- 1990年 - 第25回総理大臣杯競走（平和島）